# Taurangakautuku (rivière)
La rivière Taurangakautuku  (en =anglais : Taurangakautuku River) est un cours d’eau de la région de Gisborne situé dans l’Île du Nord de la Nouvelle-Zélande.

## Géographie
Elle s’écoule vers le nord-est à partir du pied des collines de la chaîne de Raukumara pour atteindre le fleuve  Awatere à huit kilomètres au sud-ouest de la ville de Te Araroa.